# Hackermühle (Obertrubach)
Hackermühle ist ein Gemeindeteil der Gemeinde Obertrubach im Landkreis Forchheim (Oberfranken, Bayern).

## Geografie
Die Einöde im südlichen Randbereich der Wiesentalb befindet sich etwas weniger als einen Kilometer westsüdwestlich des Ortszentrums von Obertrubach auf einer Höhe von 414 m ü. NHN.

## Geschichte
Die Hackermühle gehört zu den ursprünglich 19 Mühlen im Trubachtal, deren einstige Existenz durch urkundliche Belege dokumentiert ist. Die erste Bezeichnung der Mühle lautete „Truppach Mühl“, nach der Errichtung weiterer bachabwärts gelegener Mühlenwerke wurde sie zeitweilig „Obere Mühle“ genannt. Die Mühlenfunktion  wurde 1970 eingestellt.
Durch die Verwaltungsreformen zu Beginn des 19. Jahrhunderts im Königreich Bayern wurde die Hackerermühle mit dem Zweiten Gemeindeedikt im Jahr 1818 Bestandteil der Ruralgemeinde Obertrubach.

## Verkehr
Die Anbindung an das öffentliche Straßennetz wird durch die nördlich der Ortschaft vorbeiführende Staatsstraße 2260 hergestellt, die aus dem Westen von der Schlöttermühle kommend in ostnordöstlicher Richtung nach Obertrubach weiterverläuft. Etwa 200 Meter östlich des Ortes zweigt von dieser die Kreisstraße FO 20 ab, die in südlicher Richtung über Möchs und Almos zur Bundesstraße 2 führt.

## Baudenkmäler

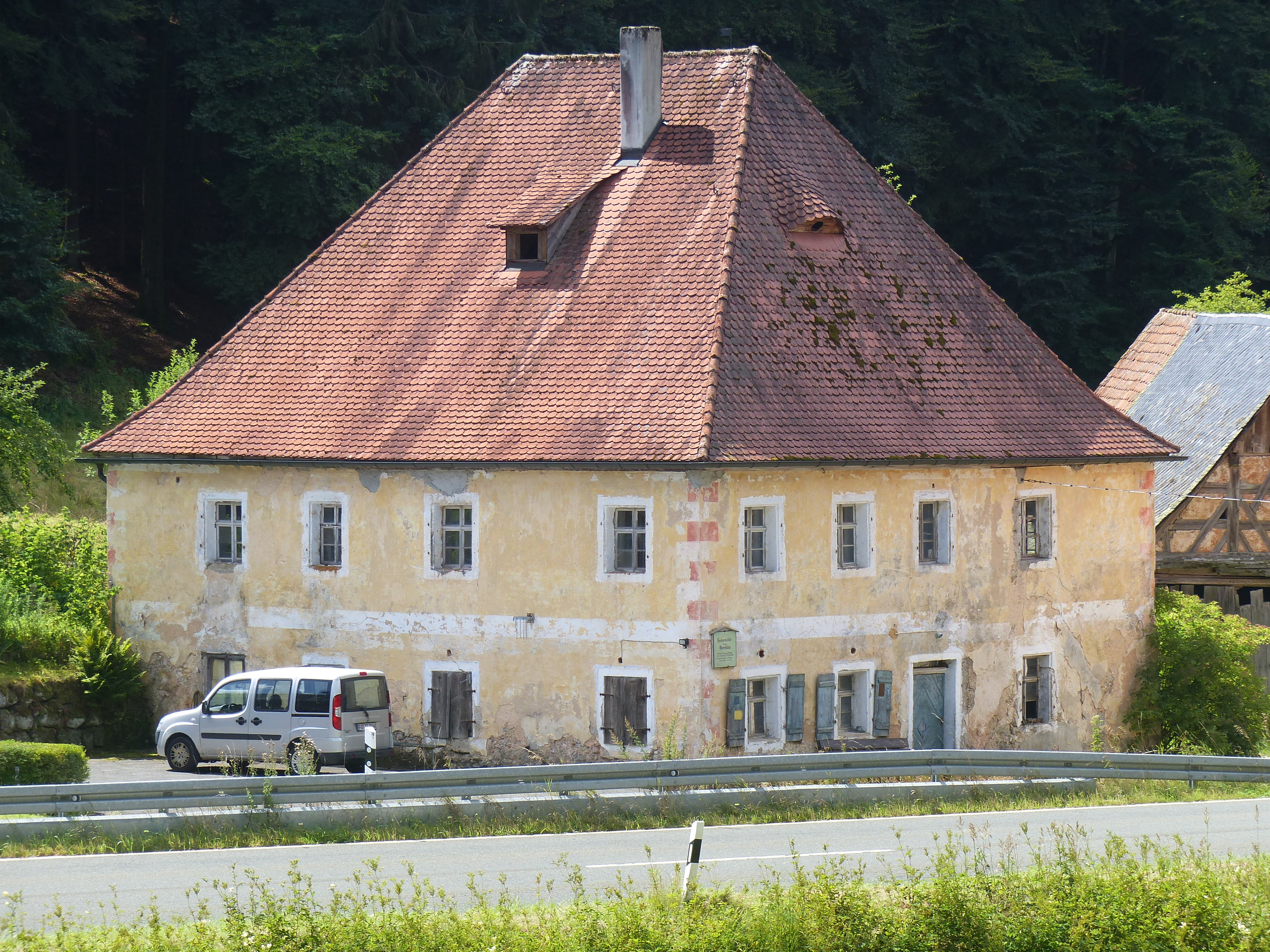
Das Hauptgebäude der Hackermühle

Das aus der zweiten Hälfte des 18. Jahrhunderts stammende Hauptgebäude der Hackermühle ist ein zweigeschossiger massiver Walmdachbau in Obertrubach.